# Аникаев, Юрий Дмитриевич
Юрий Дмитриевич Аникаев (род. 29 июня 1948, Новокузнецк) — советский и российский шахматист, международный мастер (1975).

## Шахматная карьера
Занимался шахматами со школьных лет вместе с сестрой Любой. Первый тренер — Ростовцев, Альберт Николаевич. Учился в НГПИ.
В составе сборной СССР победитель 19-го командного чемпионата мира среди студентов (1972) в г. Граце, также выиграл золотую медаль в индивидуальном зачёте (выступал на 2-й запасной доске). Участник Всесоюзных турниров молодых мастеров: 1969 — 2-е и 1972 — 1—2-е; коммунистического студенческого чемпионата мира (1972) — 1-е.
В составе сборной РСФСР серебряный призёр 12-го первенства СССР между командами союзных республик. Также выиграл золотую медаль в индивидуальном зачёте (выступал на 2-й запасной доске).
Участник 4-х командных кубков СССР в составе клубов «Динамо» (1974, 1976) и «Зенит» (1982, 1984). Выиграл серебряную медаль в команде (1984) и две бронзовые в индивидуальном зачёте (1976, играл на запасной доске и 1984, играл на 3-й доске).
Участник 47-го чемпионата СССР (1979) в г. Минске, разделил 17-18 место с В. В. Цешковским и нанёс поражение Гарри Каспарову.
Лучшие результаты в международных турнирах: Вильнюс (1969; турнир ЦШК СССР) — 4-е; Улан-Батор (1972) — 2-е; Кисловодск (1972; турнир памяти М. Чигорина) — 8-е; Люблин (1974) — 4—8-е; Градец-Кралове (1975/76) — 3—5-е; турнир Московского областного шахматного клуба (1982) — 7—8-е места.
В начале 1970-х годов переехал в Балашиху.
Был секундантом Елены Ахмыловской на матче за звание чемпионки мира 1986 года.
Проживает в Сергиево-Посадском районе, священник (?).

## Изменения рейтинга
| Графики недоступны из-за технических проблем. См. информацию на Фабрикаторе и на mediawiki.org. |